# Mandalgud, Devadurga
Mandalgud là một làng thuộc tehsil Devadurga, huyện Raichur, bang Karnataka, Ấn Độ.